# Алдіс Аболіньш
Алдіс Аболіньш (латис. Aldis Āboliņš; народився 6 березня 1985, Талса, Латвія) — латвійський хокеїст, нападник. Виступає в лієпайському Металургсі. Виступав у складі юніорської збірної Латвії (U-18).